# Giove chiama Terra
Giove chiama Terra (Voyagers) è un romanzo di fantascienza dello scrittore statunitense Ben Bova pubblicato nel 1981.

## Sinossi
Nell'ambito di ricerche con un radiotelescopio, un gruppo di scienziati statunitensi si rendono conto che dall'orbita di Giove si distinguono segnali di chiara origine artificiale, rivelando la presenza di una fonte che, dato nessuna sonda terrestre era ancora stata inviata, avrebbe potuto essere un'astronave aliena. L'inquietante messaggio favorì la collaborazione, per la prima volta, tra le grandi potenze mondiali al fine di inviare una missione e raggiungere quella remota zona del sistema solare, trovando tuttavia chi non era disposto a lavorare per un bene comune.

## Edizioni
- (EN) Ben Bova, Voyagers, 1ª ed., Doubleday, 1981, ISBN 9780385148900.
- Ben Bova, Giove chiama Terra, traduzione di Vittorio Curtoni, Collana Urania n. 924, Mondadori, 1982.
- Ben Bova, Giove chiama Terra, traduzione di Vittorio Curtoni, collana Classici Urania n. 259, Arnoldo Mondadori Editore, 1998,  p. 416, ISSN 1120-4960 (WC · ACNP).